# Жаворонок Дюпона
Жа́воронок Дюпо́на (лат. Chersóphilus dupónti) — птица семейства жаворонковых, обитающая в некоторых районах Испании и на севере Африки. Жаворонок среднего размера с песочно-коричневым оперением с прожилками, относительно длинными лапами и слегка загнутым клювом. В основном селится в степных районах с невысокой растительностью. Питается насекомыми и семенами. Гнёзда выскабливает в земле, откладывает от 3 до 5 яиц.
Вид был описан французским орнитологом Луи Жаном Пьером Вьейо в 1824 году. В настоящее время учёные включают его в монотипический род и выделяют два подвида, номинативный подвид разделён на две непересекающиеся популяции. Из-за падения численности птиц в Испании охранный статус в 2005 году был изменён на близкий к уязвимому положению.

## Описание
Жаворонок среднего размера с длиной тела 17—18 см и массой 32—47 г. Оперение песочно-коричневое с густыми прожилками. Короткие крылья и хвост, длинная шея. У жаворонка Дюпона относительно длинные лапы, пальцы и когти короткие и толстые, при этом коготь на заднем пальце прямой и длинный, его длина составляет 8—12,5 мм. Клюв длинный, слегка загнутый на конце. Половой диморфизм отсутствует. Молодые особи похожи на взрослых, однако оперение в верхней части имеет более заметный чешуйчатый рисунок с белыми кончиками перьев, внешние первостепенные маховые перья шире и длиннее, они почти достигают длинных кроющих перьев.
У номинативного подвида Chersophilus duponti duponti заметна тонкая светлая полоса вокруг головы, ярко-белые брови и тонкая тёмная полоса вдоль скулы. Оперение спины коричневое, с густыми прожилками, перья в верхней части имеют узкие бледные полоски. Внешние первостепенные перья укорочены, на 4—11 мм короче края кроющих перьев. Оперение снизу беловатое с множеством тёмно-коричневых прожилок на груди. Радужка тёмно-коричневая, клюв телесного цвета с более тёмным надклювьем и более светлым подклювьем, лапы светло-коричневые.
Североафриканский подвид Chersophilus duponti margaritae заметно отличается от номинативного. У него длиннее клюв, короче лапы и хвост, оперение сверху бледно-рыжее против черновато-коричневого, оперение горла и груди диффузное против отчётливых тёмно-коричневых прожилок. Этот подвид заметно светлее, но слегка красноватый, полоски на лице менее выражены, клюв длиннее, а коготь на заднем пальце короче.
От полевого жаворонка (Alauda arvensis) жаворонок Дюпона отличается более изящным строением, длинной шеей и длинным, слегка изогнутым клювом.

### Вокализация
Учитывая скрытное поведение жаворонков Дюпона, их вокализация является основным способом определения численности вида. Жаворонки Дюпона могут на протяжении всего года посылать тревожные сигналы и отвечать на них. Учёные используют эту способность для анализа присутствия птиц в регионе. Тревожным сигналом служит пронзительный «tsii».
Самцы поют на земле или в воздухе, обычно на закате или на рассвете, по 30 минут и дольше, и обладают довольно сильным голосом, их слышно издалека.Чаще всего они поют во время полёта незадолго до восхода солнца. Считается, что песни свойственны только самцам, у которых уже есть пара, что позволяет провести оценку численности, но это может быть не всегда верно. Кроме того, учёные обнаружили, что при приближении человека на расстояние 50—80 м жаворонки Дюпона замолкают, перебегают дальше и начинают петь снова, из-за чего сложно определить их точное количество.
Песни самцов жаворонка Дюпона представляют собой щебет и напоминают песни коноплянки. Чаще всего звучит характерный «hoo hee» или «pu chee» с вытянутой второй нотой, напоминающий свист человека. Песни жаворонка Дюпона Chersophilus duponti margaritae на юге Туниса схожи с песнями номинативного подвида в Алжире, однако песни этого же подвида на востоке Ливии сильно отличаются.

## Распространение

### Ареал
Жаворонки Дюпона обитают только в континентальной Европе на Иберийском полуострове и в Северной Африке. Площадь его ареала составляет 2 640 000 км² и включает территорию таких стран как Алжир, Египет, Ливия, Марокко, Испания и Тунис. Птицы в основном ведут оседлый образ жизни, оставаясь на одном месте по меньшей мере с марта по октябрь, но, вероятно, совершая нерегулярные перелёты в зимнее время, когда птиц можно встретить за пределами мест размножения. Жаворонки Дюпона, по-видимому, могут осуществлять миграции с восточной и северной сторон ареала в Италию, Францию, на Мальту и Кипр, иногда встречаются в Греции. В XIX веке птицы обитали также в Португалии.
Основной средой обитания вида являются открытые степи, покрытые полынью (Artemisia) и ковылём (Stipa), в холмистой местности с углом наклона не более 8—10 %, избегая районы с песчаными почвами. В Испании высота ареала над уровнем моря обычно составляет 1000—1400 м (69 %) и 250—500 м (24 %), но может варьировать от 50 до 1550 м, в Северной Африке — 600—1200 м. Вне сезона размножения жаворонок встречается на полях зерновых, в зимнее время в Испании — вместе с другими видами жаворонков. Вероятно, североафриканский подвид предпочитает каменистые пустоши, в то время как номинативный — травянистые равнины.
В Испании птицы водятся только в степях с растениями видов Genista scorpius, Genista pumila, лаванда черешчатая (Lavandula pedunculata),
Salvia lavandulifolia, чабер горный (Satureja montana), Erinacea anthyllis в Иберийских горах и Lygeum spartum, розмарин лекарственный (Rosmarinus officinalis), Ononis tridentata, Salsola vermiculata, Artemisia herba-alba, Helianthemum squamatum — в долине реки Эбро.
В начале 1960-х годов жаворонки Дюпона были распространены в Марокко на Высоких плато, в долине реки Мулуя, а также к югу от Высокого Атласа. На северо-востоке Марокко типичная растительность в подходящей для жаворонка Дюпона среде обитания — Desmostachya bipinnata, в то время как в районе горного хребта Антиатлас — Artemisia herba-alba и полынь полевая (Artemisia campestris), в районах Айн Бни Матхар и Мидельт-Миссур (Midelt-Missour) — Noaea mucronata, Hammada scoparia и эспарто (Stipa tenacissima), однако последний регион слабо заселён жаворонками Дюпона. В Марокко климат в подходящих регионах засушливый, среднегодовое количество осадков составляет 210 мм и варьируется от 120 мм на юге до 300 мм на севере.
Птицы практически не встречаются в Алжире, редкие отметки находятся около марокканской границы, хотя в 1935—1937 их часто наблюдали в провинции Тебесса на алжиро-тунисской границе. Впрочем, в Тунисе птицы тоже редки, они встречаются в разных местах на юге страны от Ферьяны до Ливии, включая Гафсу, Кебили, Матмату и Татавин. В Ливии птицы остаются в Триполитании и Киренаике (от восточной части Эль-Джебель-эль-Ахдар до Эль-Адама), вдоль побережья Египта от Саллума до Бахига (Bahig). На юге Франции они в последний раз были зарегистрированы в 1915 году.

### Эволюционная миграция
На основе анализа ДНК учёные пришли к выводу, что было две волны миграции жаворонков Дюпона. Первая волна прошла около 36 тысяч лет назад в Марокко и около 14 тысяч лет назад на Иберийском полуострове. Она привела к разделению вида на подвиды, которое произошло приблизительно 24 тысячи лет назад, во время ледникового периода, в результате которого южная Европа и северная Африка стали более засушливыми.
Вторая волна прошла на северо-западе Иберийского полуострова и на северо-востоке Марокко 3,5 тысяч лет назад и, возможно, связана с человеческой активностью в регионе. Она разделила номинативный подвид на две независимые популяции. В настоящее время обмен генами между иберийской и североафриканской популяциями номинативного подвида жаворонка Дюпона происходит крайне редко.

### Численность и охранный статус
Международный союз охраны природы относит жаворонков Дюпона к видам, близким к уязвимому положению из-за небольшого и фрагментированного ареала. До 2005 года охранный статус птиц не вызывал опасений, но из-за резкого сокращения популяции в Испании и Марокко жаворонки Дюпона переклассифицированы. Минимальная оценка общей численности — 35 тысяч особей, но скорее всего численность заметно выше. Из-за соотношения самцов и самок эффективная численность может быть меньше. Птицы включены в красную книгу Испании («Endangered»), охраняются Европейской комиссией. Восстановление лесных массивов, расширение сельского хозяйства, перерастание растительности из-за снижения поголовья скота ведут к утрате мест обитания. Единственное поселение в Каталонии находится под угрозой из-за строительства аэропорта в Льейде.
Информация о популяции жаворонка Дюпона в Испании крайне противоречива. Площадь ареала и численность птиц в 1988 году были рассчитаны как 500 км² и около 13 тысяч особей соответственно, но скорее всего эти цифры были сильно завышены, а реальная численность составляла около 1900 пар. Птицы в основном встречаются в Иберийских горах и близлежащих провинциях Гвадалахара, Сория и Сеговия (68 % от популяции); в долине реки Эбро, включая провинции Уэска, Сарагоса и Теруэль (28 %), и в других регионах, включая плато Месета (провинции Самора, Куэнка, Альбасете), Мурсию и Андалусию (Гранада, Альмерия). В 1970—1990-е годы численность в Испании сократилась на 20 %. Возможно, в 1990—2000-е годы падение замедлилось, однако ряд учёных считает, что из-за более сильной фрагментации численность в Испании сократилась в 2000-е годы более чем на 50 %. По оценкам 2004—2007-х годов, количество поющих самцов оценивалось в 3500—4500 птиц, что, учитывая соотношение самцов к самкам, составляло примерно 2200—2700 пар. По данным 2008 года, в континентальной Испании — единственном регионе Европы, сохранившем популяцию жаворонков Дюпона — обитало около 13 % от общей численности вида.
В 2004—2006 году размер популяции в Марокко оценивался примерно в 15 400 самцов на территории 1645 км². Больше всего птиц наблюдалось в регионе Мидельт—Миссур (56,0 %), Реккам (Rekkam, 29,4 %), Айн Бни Матхар (9,3 %) и Антиатлас (5,3 %). В Тунисе численность самцов жаворонков Люпона составляет менее 500 особей на ареале площадью около 90 км².

## Питание
Жаворонки Дюпона питаются насекомыми и семенами. Рацион взрослых птиц был проанализирован для испанской популяции. В желудках птиц содержались жуки из семейств жужелицы (Carabidae), чернотелки (Tenebrionidae), пластинчатоусые (Scarabaeidae), мертвоеды (Silphidae), долгоносики (Curculionidae), кузнечики из семейства настоящие саранчовые (Acrididae), муравьи. Семена представлены главным образом родом асфоделус (Asphodelus). Птенцы питаются только беспозвоночными, в основном пауками, кузнечиками и гусеницами, размерами 6—12 мм. Птицы не пьют воду.
Мало известно о том, как жаворонки Дюпона добывают пропитание. В основном они копаются в земле и навозе, весной выкапывают личинки жуков, вероятно, чернотелок и щелкунов (Elateridae). Ловят пауков из семейства пауков-волков (Lycosidae) в своих норах.

## Размножение
Основной сезон размножения приходится на период с марта по июль, хотя птицы начинают петь ещё в январе. Поющий самец часто поднимается в воздух на высоту 100—150 м и остаётся там более получаса, продолжая непрерывно петь, после чего внезапно стремительно опускается к земле вертикально вниз. На низких высотах самцы иногда хлопают крыльями за спиной. В Испании пары образуются в марте. Наибольшее количество пар жаворонка Дюпона образуется в Марокко. Территории молодых самцов обычно большего размера, но худшего качества, так как молодые птицы не улетают далеко от мест, где они появились на свет.
Жаворонки Дюпона выскабливают гнёзда в земле около невысоких кустарников, пучков травы или на открытом пространстве и выстилают их веточками, растительными волокнами и волосами. Размер кладки составляет 3—4 яйца в Алжире и Тунисе, 3—5 — в Испании. В случае потери кладки птицы делают ещё одну, часто у них бывает более одного выводка. Инкубационный период составляет 12—13 дней, первым вылупляется птенец из последнего или предпоследнего яйца. Ухаживают за птенцами и кормят их оба родителя на протяжении 8 дней или дольше, если гнездо не было никем потревожено. Неизвестно сколько времени после вылета из гнезда птенцы продолжают оставаться с родителями.
В Испании смертность в гнезде достигает 84 %, в основном из-за хищников — змей и лис. Известно о самке, бросившей кладку из-за нападения другого жаворонка Дюпона. Смертность самок во время сезона размножения также очень высока, возможно именно поэтому отношение самок к самцам составляет 0,61.
Продолжительность жизни — не менее 4 лет.

## Систематика
Жаворонок Дюпона был впервые описан французским орнитологом Луи Жаном Пьером Вьейо в 1824 году (по некоторым данным, в 1820 году). Первоначально был отнесён к роду полевые жаворонки (Alauda). Видовое название получил в честь Леонарда Дюпона, который обнаружил экземпляр птицы в 1921 году в Провансе на юге Франции, при этом некоторые исследователи не исключают, что тушка была куплена на рынке.
Учёные относят жаворонка Дюпона к одноимённому монотипическому роду Chersophilus, который выделил в 1890 году английский орнитолог Ричард Боудлер Шарп (1847—1909) основываясь на сильно укороченных первостепенных маховых перьях. До этого птиц также включали в роды африканские жаворонки (Certhilauda) и хохлатые жаворонки (Galerida).
Международный союз орнитологов выделяет два подвида:
- Chersophilus duponti duponti (Vieillot, 1824) — Испания (в основном на востоке Кастилии-Леона, юге Наварры и Арагона, на границе с Португалией на западе Кастилии-Леона, на востоке Кастилии-Ла-Манча, на юго-востоке Андалусии), Марокко (на северо-востоке страны, восточнее Мидельта и реки Мулуя, южнее Атласских гор в области Сус-Масса-Драа), северный Алжир (Высокие плато) и центральный Тунис. Предположительно вымерли во Франции.
- Chersophilus duponti margaritae (Koenig[англ.], 1888) — Алжир (от южных склонов Атласских гор на восток до Бискры), юго-восточный Тунис (южнее города Габес), северная Ливия и побережье на западе и в центральной части Египта.

Характер популяции в восточной части Марокко и на севере Туниса требует дополнительного анализа. Птицы могут представлять промежуточную стадию между двумя подвидами, либо эти подвиды пересекаются в регионе.